# 超重型坦克

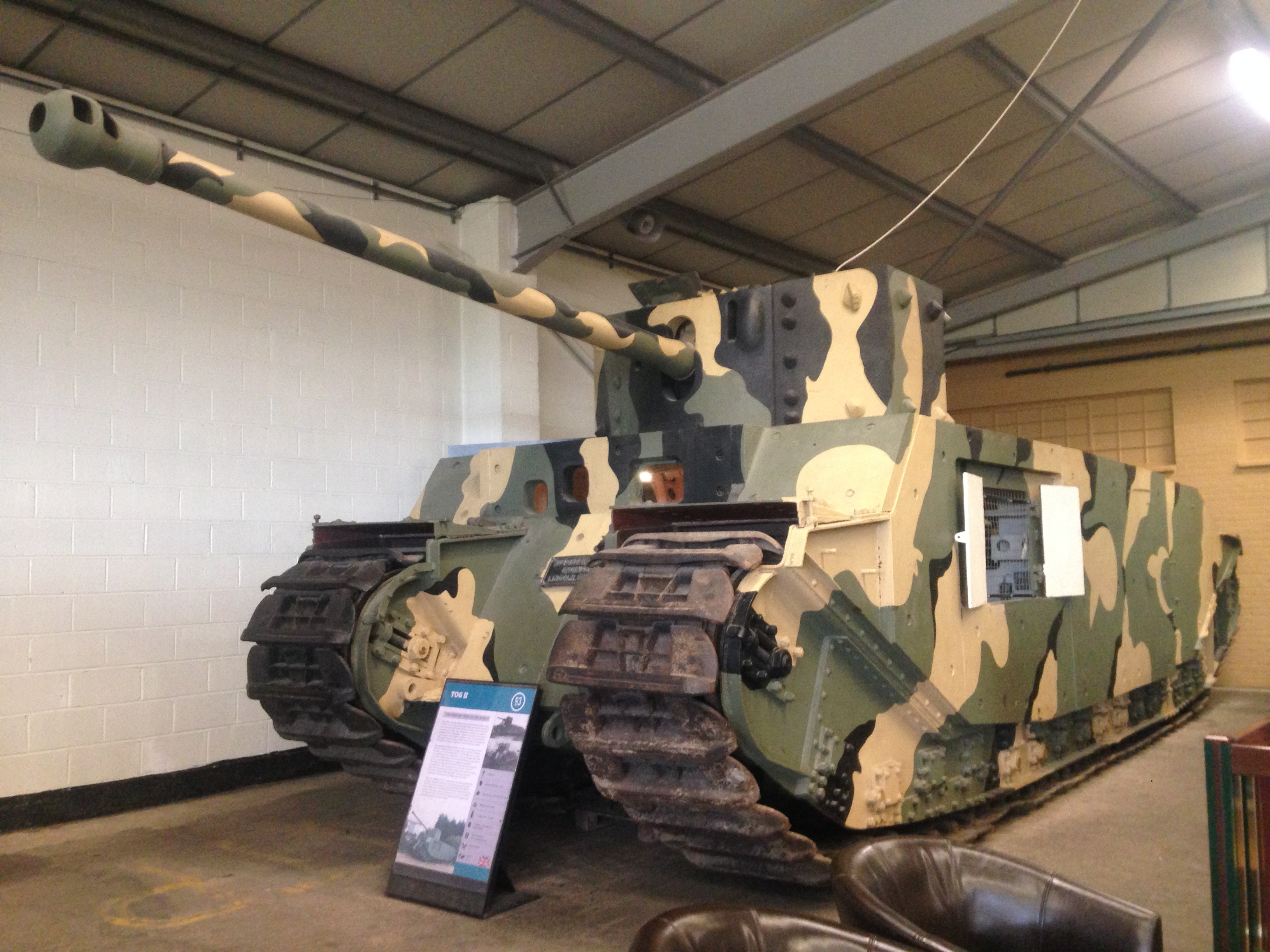
保存在英國珀貝克戰車博物館的TOG2

超重型坦克（Super-Heavy Tank）是在軍備競賽中誕生、追求火力與防禦極限的產物，重量主要超過70公噸以上為主，雖然一些超重型坦克被製造出來，但由於其往往不實用，而沒有正式量產。這類坦克大多數都缺乏機動性、策略流動性和機件可靠性。
二戰納粹德軍的領導人希特勒策劃以八號坦克鼠式上陣，而德軍設計過超越1,000噸的坦克計劃，包括了P-1000及P-1500，不過只是設計階段，直到戰爭結束前都沒有成功製造出來。

### 著名超重型坦克

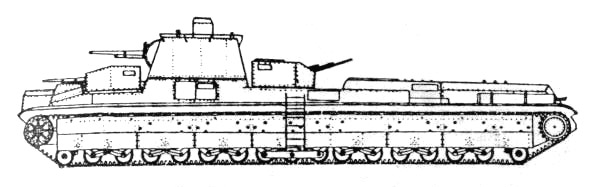
T-42重型坦克

- 苏联
  - KV-4（重107噸、未製造）
  - T-42重型坦克（英语：T-42 super-heavy tank）（重約101.6噸、未製造）
  - TG-5重型坦克（俄语：ТГ-5）（重約1000噸、未製造）

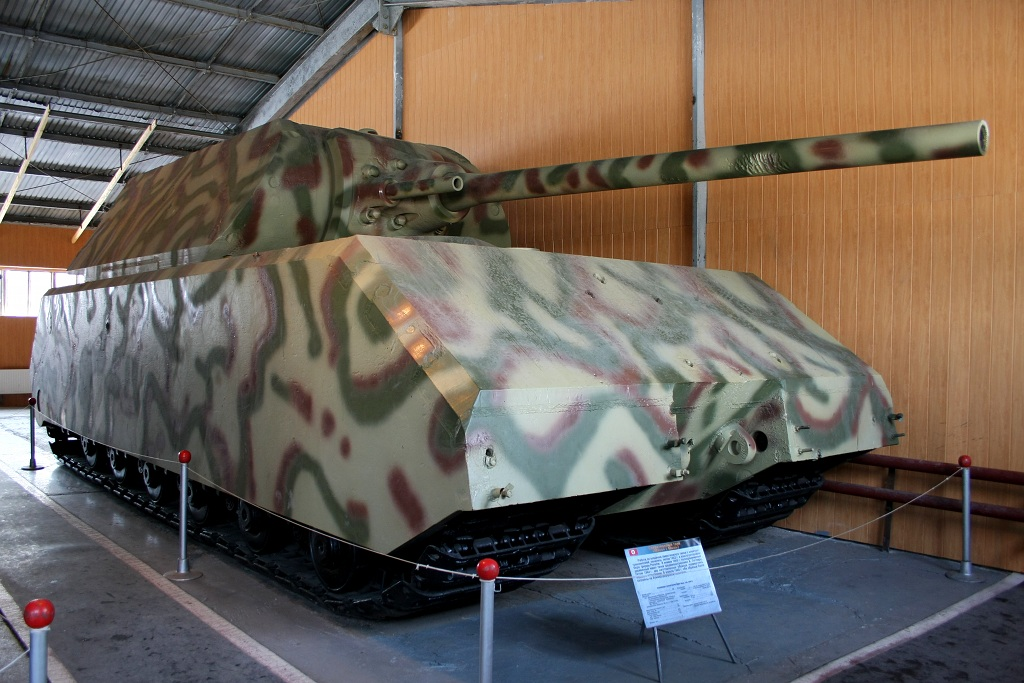
展示於庫賓卡戰車博物館的MAUS

- 德國
  - E-75坦克（重75-80噸、未製造）
  - 七號坦克獅式( 重76-90噸、未製造）
  - 八號坦克鼠式（重188噸，共建造了2輛原型車(只有一輛完整的)、未量產）
  - 九號戰車（未製造）
  - 十號戰車（未製造）
  - E-100虎鼠式戰車（重140噸、僅建造了車體，未製作完成）
  - P-1000超级坦克（重約1000噸、僅建造了大砲，未製作完成）
  - P-1500怪物坦克（重約1500噸、未製造）

- 法國
  - FCM 2C坦克（重69噸、共建造了10輛）
  - FCM F1坦克（重139噸、只建造了1輛木製模型、未正式製造）

- 大英帝国
  - TOG1（重81噸，共建造了1輛、未量產）
  - TOG2（重81噸，共建造了1輛、未量產）
- 日本
  - O-I超重型坦克(重100噸、共建造了1輛、未量產，戰後被銷毀）

#### 超重型驅逐戰車

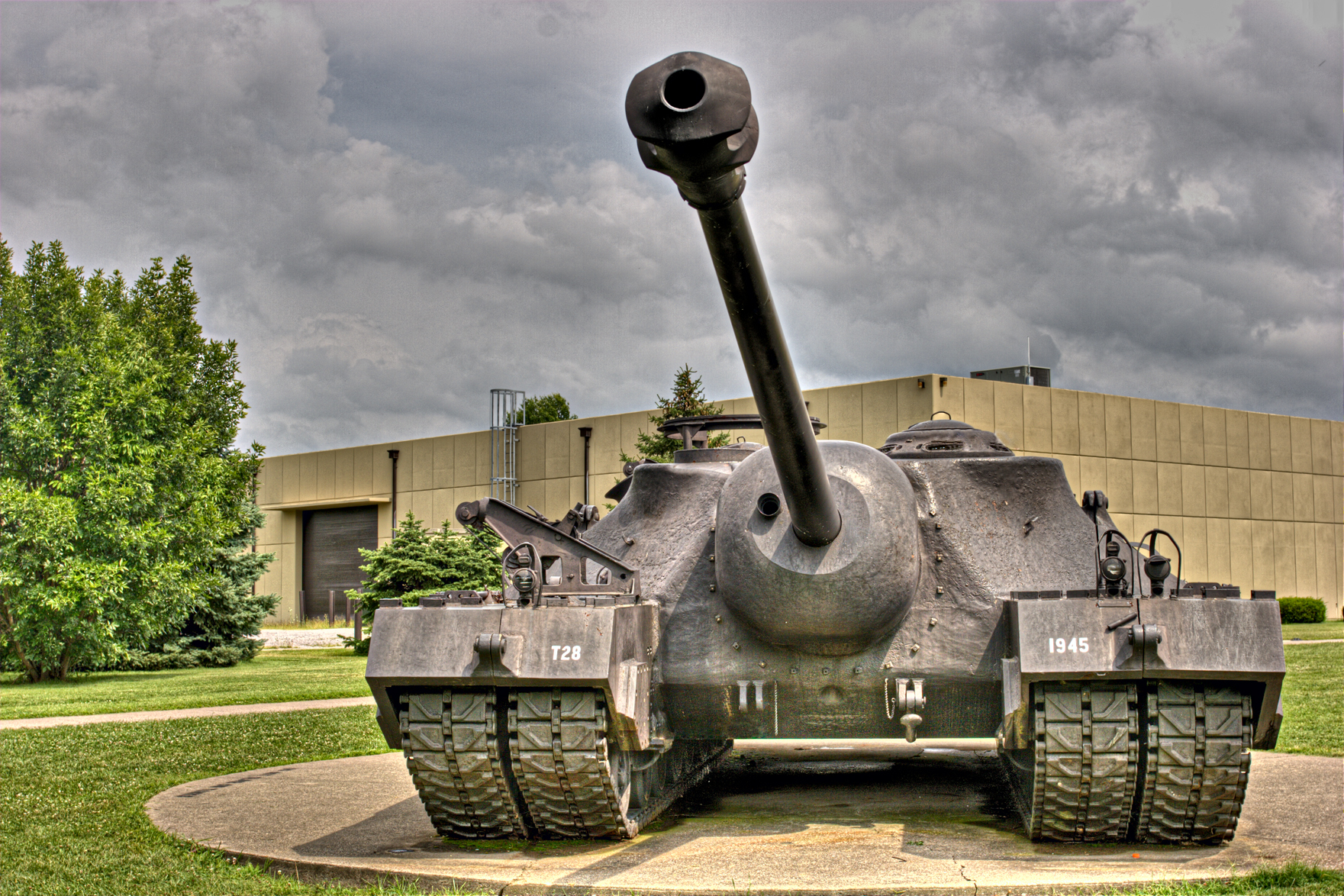
T28驱逐战车

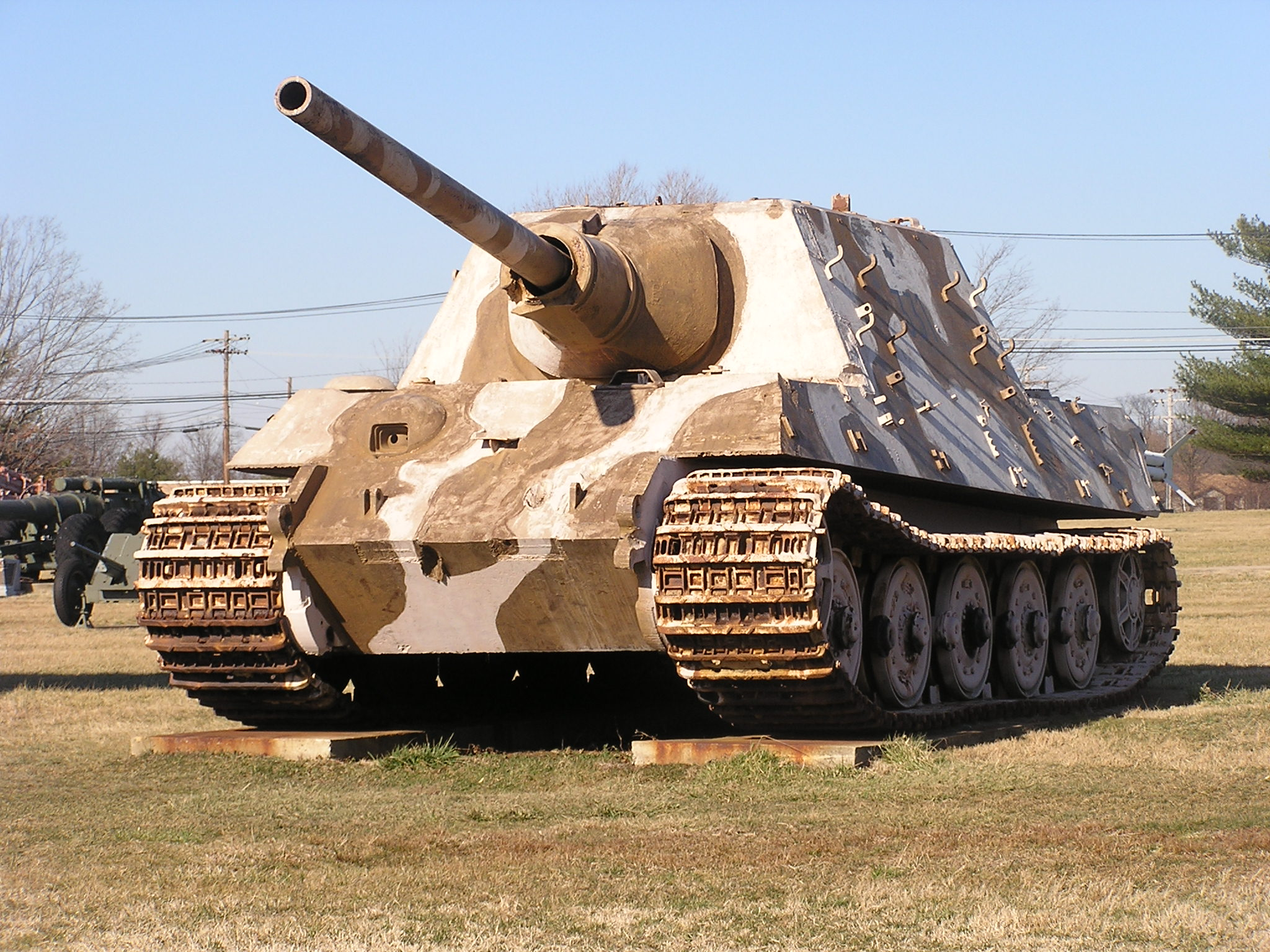
獵虎式驅逐戰車

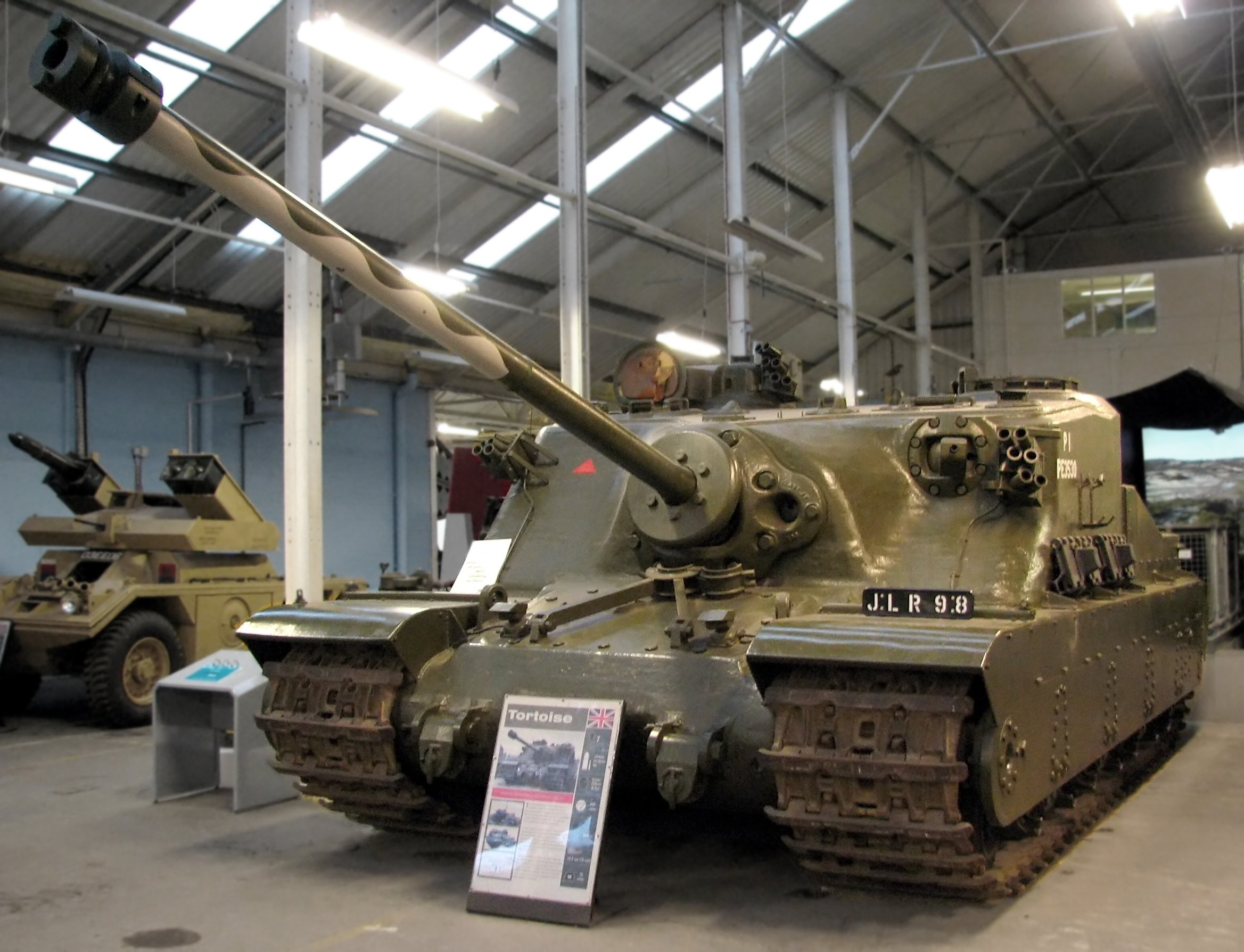
土龜重型突擊坦克

雖然有些驅逐戰車與超重型坦克一樣超過60噸重，也和超重型坦克一樣是在军备竞赛中诞生、追求火力与防御极限的产物，但有些也偏向驅逐戰車的設計(例如配备有相对于车型来说较大的主炮與無砲塔設計)。
- 美国
  - T28驅逐戰車（重95吨，共建造了2辆）
- 德國
  - 獵虎式驅逐戰車（重71.7吨，共建造了88辆）
- 大英帝国
  - 土龜重型突擊坦克（重78吨，共建造了6辆）

## 流行文化
- 在游戏系列中，共出现三种超重型坦克:
  - 红色警戒1和系列的猛犸坦克
  - 红色警戒2和红色警戒3的天启坦克
  - ：将軍的炎黄坦克